# Huang Ying
Huang Ying (chinesisch 黄影, Pinyin Huáng Yǐng; * 4. September 1992 in Nanjing) ist eine ehemalige chinesische Beachvolleyballspielerin.

## Karriere
Huang Ying spielte seit 2008 auf der FIVB World Tour. Mit ihrer Partnerin Zhang Xi erreichte Huang bei ihrem ersten gemeinsamen Turnier in Sanya das Finale. Bei den Wettbewerben 2009 wurden Huang und Zhang jeweils Neunte in Shanghai, Seoul, Moskau und auf Phuket. Auch bei der Weltmeisterschaft in Stavanger sprang Platz neun heraus. 2010 und 2011 war Yue Yuan ihre Partnerin. Bestes Ergebnis von Huang/Yue auf der World Tour war ein siebter Platz in Kristiansand. Bei der Weltmeisterschaft in Rom schieden sie in der ersten Hauptrunde gegen die Australierinnen Bawden/Palmer aus. 2012 spielte Huang mit Ding Jingjing zusammen. Das Duo überstand jedoch in keinem der drei World Tour Events die Qualifikation. Das letzte FIVB Turnier ihrer Laufbahn, das Seoul Women’s Challenger, beendete die in der Hauptstadt der Provinz Jiangsu geborene Sportlerin an der Seite von Zhu Lingdi, deren erster Beachwettbewerb es war, wie Cinja Tillmann / Teresa Mersmann auf dem geteilten fünften Rang. Im folgenden Jahr wurde Huang Ying mit Xu Xiaoya bei der Universiade in Kasan Siebte und beendete anschließend endgültig ihre Karriere.